# Völklingen

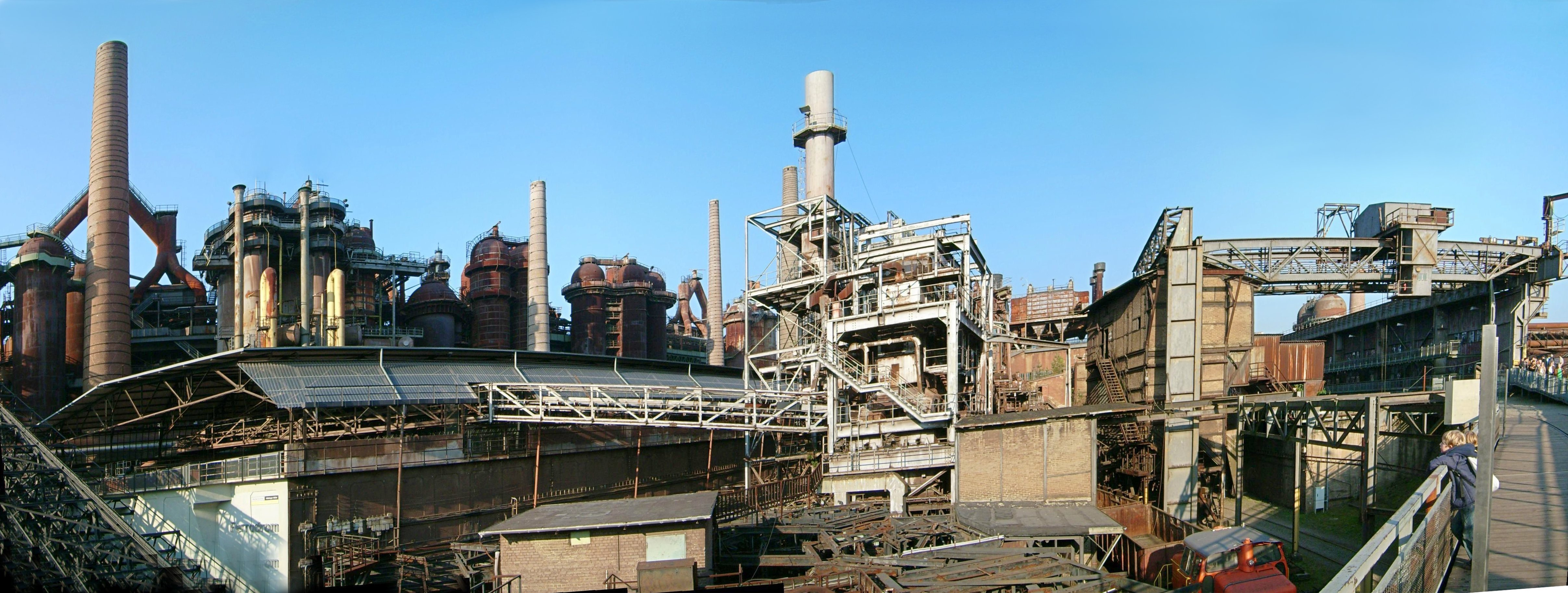
Panoràmica de la Völklinger Hütte

Völklingen és una ciutat i un municipi al districte de Saarbrücken, a Saarland, Alemanya. És situat prop de la frontera amb França, en el riu Saar, approx. 10 km a l'oest de Saarbrücken.
La ciutat és coneguda pel seu passat industrial, el Völklinger Hütte (Foneria) essent declarat per la UNESCO com a Patrimoni Mundial.